# Rumen Iwanow Stanew

Wappen von Rumen Iwanow Stanew

Rumen Iwanow Stanew (bulgarisch Румен Иванов Станев; * 19. August 1973 in Kalojanowo, Oblast Plowdiw) ist ein bulgarischer römisch-katholischer Geistlicher und Weihbischof in Sofia und Plowdiw.

## Leben
Rumen Iwanow Stanew trat in das Priesterseminar in Rom ein und studierte Philosophie und Theologie an der Päpstlichen Universität Urbaniana. Am 27. Dezember 1999 empfing er in der Kathedrale von Plowdiw das Sakrament der Priesterweihe.
Nach der Priesterweihe war er zunächst Kaplan und seit 2005 Pfarrer in Rakowski. Zusätzlich wurde er zum Caritasdirektor des Bistums ernannt und in den Priesterrat und das Konsultorenkollegium berufen.
Papst Franziskus ernannte ihn am 5. September 2020 zum Titularbischof von Simidicca und zum Weihbischof in Sofia und Plowdiw. Der Bischof von Sofia und Plowdiw, Georgi Jowtschew, spendete ihm am 17. Januar des folgenden Jahres in der Konkathedrale St. Josef in Sofia die Bischofsweihe. Mitkonsekratoren waren der bulgarisch-katholische Bischof von Sofia, Christo Projkow, und der Bischof von Skopje, Kiro Stojanov.